# Hypomimie

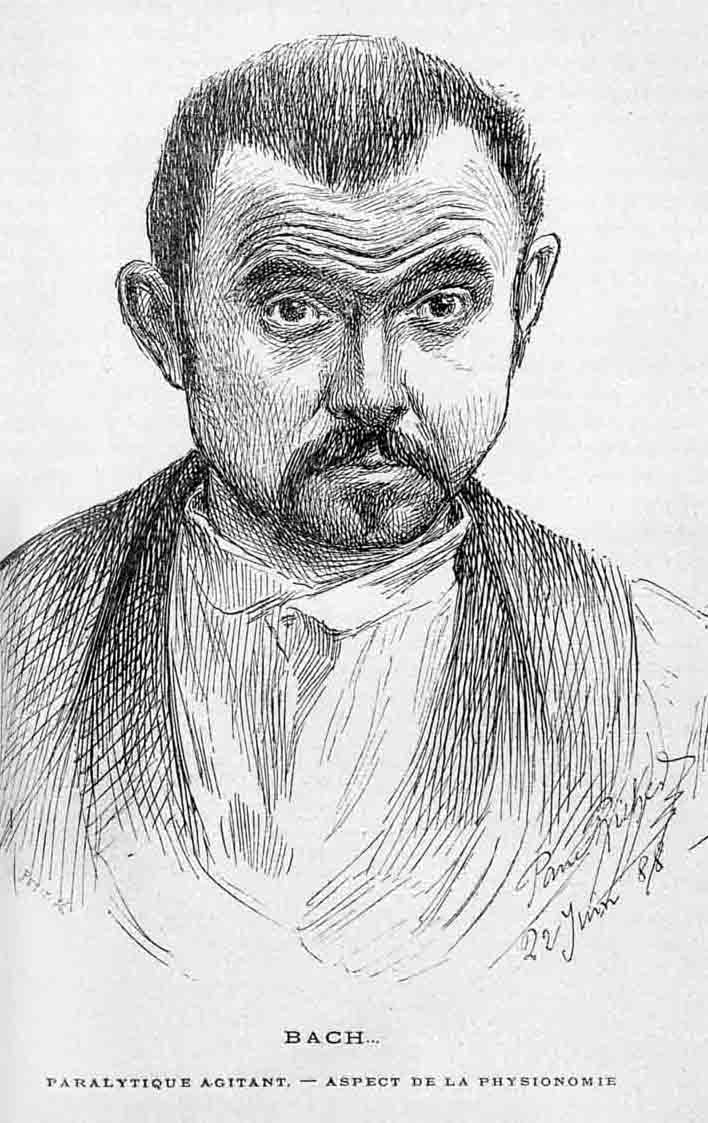
Dessin du visage d'un malade parkinsonien publié en 1888 dans Nouvelle iconographie de la Salpétrière, tome 1.

L’hypomimie, ou absence de mimique est un symptôme caractéristique de la dépression, de la mélancolie (il y a alors une mimique douloureuse figée), de la schizophrénie, du syndrome confusionnel et de la démence. Le visage n'exprime plus rien, on parle de « visage de marbre ». L'hypomimie (ou masque étonné et figé) est aussi caractéristique du patient parkinsonien.